# Massif du Grand Ventron
Massif du Grand Ventron este o arie protejată (sit de importanță comunitară — SCI) din Franța întinsă pe o suprafață de 944 ha, integral pe uscat.

## Localizare
Centrul sitului Massif du Grand Ventron este situat la coordonatele 47°57′36″N 6°54′41″E / 47.96°N 6.91139°E.

## Înființare
Situl Massif du Grand Ventron a fost declarat arie specială de conservare în baza directivei 92/43 din 1992 referitoare la conservarea habitatelor naturale și a faunei și florei sălbatice pentru a proteja 1 specie de animale.

## Biodiversitate
Situată în ecoregiunea continentală, aria protejată conține 16 habitate naturale: Pante stâncoase silicioase cu vegetație casmofită, Mlaștini împădurite, Liziere de ierburi înalte hidrofile de câmpie și de nivel montan până la alpin, Depresiuni pe substraturi de turbă de Rhynchosporion, Păduri de fag subalpine medio-europene cu Acer și Rumex arifolius, Păduri de fag Asperulo-Fagetum, Păduri acidofile de Picea de la nivel montan la nivel alpin (Vaccinio-Piceetea), Mlaștini oligotrofe degradate, capabile încă de regenerare naturală, Pajiști cu Molinia pe soluri calcaroase, turboase sau argilos-nămoloase (Molinion caeruleae), Pajiști uscate europene, Păduri aluvionare cu Alnus glutinosa și Fraxinus excelsior (Alno-Padion, Alnion incanae, Salicion albae), Turbării active, Păduri de fag Luzulo-Fagetum, Păduri pe pante, grohotișuri și ravene de Tilio-Acerion, Formațiuni ierboase bogate în specii de Nardus, dezvoltate pe substraturi silicioase în zone montane (și în zone submontane, în Europa continentală), Fânețe montane.
La baza desemnării sitului se află o specie protejată de  mamifere: râs eurasiatic (Lynx lynx)
Pe lângă speciile protejate, pe teritoriul sitului au mai fost identificate 8 specii de plante, 6 specii de păsări, 1 specie de nevertebrate, 1 specie de reptile.